# Relations entre l'Iran et le Hamas
Les relations entre l'Iran et le Hamas consistent en une aide militaire, financière et politique au Hamas, qui est une organisation considérée comme terroriste par de nombreux États et vouée à la destruction d'Israël par le djihad. Le Hezbollah et le Jihad islamique palestinien partagent la même idéologie et sont considérés comme des « proxy » de l'Iran qui a le même objectif. La rhétorique iranienne appelle les Israéliens à « retourner d’où ils sont venus » et affirme que « la disparition de l’État hébreu est inéluctable ». La charte du Hamas « prône la destruction d'Israël et la reconquête de l'ensemble de la Palestine du mandat britannique, ce qui inclut l'actuel État hébreu. ». L'ayatollah Ali Khamenei, le guide suprême de l'Iran, rejette la solution à deux États et a déclaré que « la Palestine est indivisible » et la considère comme étant « sous occupation sioniste »,,.

## Débuts
Les relations entre l'Iran et le Hamas ont commencé à se développer après la reconnaissance implicite de l'État d'Israël par l'OLP, le 15 novembre 1988,. Au début des années 1990, une délégation du Hamas menée par Moussa Abou Marzouk entreprend des négociations à Téhéran avec des hauts fonctionnaires dont l'ayatollah Khomeini. L'Iran s'engage par la suite à un soutien financier de 30 millions de dollars annuels ainsi qu'à une assistance militaire. Une telle aide a permis de former des milliers d'activistes du Hamas dans les bases militaires et libanaises des Gardiens de la Révolution. Le Hamas a aussi ouvert un bureau à Téhéran. Il a déclaré qu'il partageait avec l'Iran « une vue identique de la perspective stratégique pour la cause palestinienne dans sa dimension islamique ».

## Depuis la seconde Intifada
Pendant la seconde Intifada, Téhéran continue à soutenir le Hamas. Ce soutien est fermement accru après la mort d'Arafat en 2004 et le retrait d'Israël de la bande de Gaza en 2005. Cependant, la victoire inattendue du Hamas aux élections législatives de 2006 a brusquement changé ses relations avec l'Iran. Après que l'aide étrangère envers la Palestine ait été gelée, Téhéran est venue en aide à l'Autorité palestinienne, alors évincée par le Hamas dans la bande de Gaza, territoire aujourd'hui sous le contrôle du Hamas. Toutefois, lors de la visite à Téhéran du Premier ministre du Hamas Ismaël Haniyeh en décembre 2006, l'Iran s'engage à apporter une aide de 250 millions de dollars au mouvement islamiste. L’Iran aurait fourni une aide militaire et un entraînement à des centaines d'hommes de la branche armée du Hamas. L’Iran aurait également approvisionné le Hamas à l'aide d'une grande quantité d'équipements militaires que le Hamas a employé dans la guerre de Gaza de 2008-2009.
Le chef du Hamas, Khaled Mechaal, s'est rendu à Téhéran à la fin de la guerre pour remercier l'Iran de son aide durant le conflit, qualifiant l'Iran de « partenaire pour la victoire ».
Le codirigeant du Hamas Mahmoud al-Zahar a déclaré, après l'opération Pilier de défense, que le Hamas continuerait de s'armer avec l'aide de l'Iran. Il a estimé que Téhéran accroîtra la puissance militaire du Hamas et son soutien financier. Lors d'une conversation téléphonique entre Ismaël Haniyeh et le président iranien Mahmoud Ahmadinejad, celui-ci a appelé les Palestiniens à la « résistance et la persévérance » contre Israël. Al-Zahar a déclaré qu'à la suite de la « pluie » de roquettes tirées sur Israël jusqu’à Tel-Aviv  qui ont « paralysé des pans » du sud d'Israël,  « les Juifs réfléchiront à deux fois avant d'attaquer l'Iran ».

## Approvisionnement d'armes vers Gaza
Le 19 novembre 2012, le secrétaire général adjoint du Jihad islamique palestinien, Ziad Nakhle, a déclaré dans une interview à la chaine de télévision du Hezbollah, Al-Manar que « les armes et munitions en possession de la résistance palestinienne sont iraniennes de la balle aux roquettes tout comme leurs unités de production ». 
Le 21 novembre 2012, la chaine de télévision câblée américaine CNN a annoncé, citant Matthew Levitt, expert américain du terrorisme islamiste à l’Institut de Washington (en), que l'Iran approvisionne les groupes armés palestiniens de Gaza en roquettes Fajr 5 en les faisant transiter par le Soudan et l’Égypte. Des Bédouins du Sinaï pratiquant la contrebande d’armes les acheminent vers la bande de Gaza, le gouvernement égyptien étant dans l’incapacité de les en empêcher.
Le 21 novembre 2012, le commandant des Corps des Gardiens de la révolution islamique, Mohammad Ali Jafari, a déclaré à Al-Alam News Network que l'Iran avait « transféré des technologies pour la production de Fajr-5 à Gaza et que ces roquettes étaient fabriquées sur place ».
Le 25 novembre 2012 Le président du parlement iranien, Ali Larijani, a déclaré sur Press TV « Nous sommes fiers d'avoir soutenu le Hezbollah pour qu'il gagne la guerre de 33 jours [en 2006]. Nous sommes fiers d'avoir soutenu la nation palestinienne opprimée pendant la guerre de 22 jours [en 2008] et la guerre de la semaine dernière [en 2012], soyez certains que le régime sioniste (Israël) a des jours plus durs devant lui ». Hujjat al-Islam Abu Torabi, le vice-président du Majlis a fait une déclaration du même ordre.
Le 27 novembre 2012, le Sunday Times citant des responsables israéliens s'appuyant sur des images satellitaires, rapporte que l'Iran avait commencé à préparer l'envoi d'une cargaison d'armes dont des roquettes iraniennes Fajr 5 pour Gaza tandis qu'Israël et le Hamas négociaient le cessez-le-feu après une semaine de conflit durant l’opération Pilier de défense. Une cargaison comprenant plusieurs types d'armes et de munitions d'une valeur estimée à 3,3 millions de dollars en provenance de Libye a été intercepté par l’Égypte dans le Sinaï.

## Soutien financier du Hamas par l'Iran
Gabriel Tabarani, expert du Moyen-Orient et rédacteur en chef de Miraat Al Khaleej rapporte que l'Iran soutien financièrement le Hamas en plus d'un entrainement militaire. Il estime que les subventions iraniennes annuelles depuis 1993 sont de l'ordre de 30 millions de dollars. En 1995 le directeur de la CIA, James Woolsey a quant à lui déclaré devant une commission du Sénat américain que le montant était de 100 millions de dollars sans préciser pour quelle période. En novembre 2006 à la suite de l'embargo international après la prise du pouvoir du Hamas à Gaza, le Hamas a déclaré avoir reçu 120 millions de dollars, puis en décembre de la même année, lors d'une visite de Ismaël Haniyeh à Téhéran le gouvernement iranien s'est engagé à apporter au Hamas une aide complémentaire de 250 millions de dollars.

## Impact de la guerre civile syrienne sur les relations avec l'Iran
La guerre civile syrienne a un impact croissant sur l’économie de la bande de Gaza du fait de la réduction des transferts de fonds en espèces en provenance d'Iran et de Syrie aux organisations islamistes et leurs « organisations caritatives » sunnites qui s'opposent au régime alaouite syrien soutenu par l'Iran et le Hezbollah chiites. Ce conflit a engendré un afflux de Palestiniens fuyant les combats en Syrie vers la bande de Gaza. Le ministre des Finances du Hamas, Ziad Zaza a reconnu les difficultés financières de son gouvernement mais en tient pour responsables les restrictions israéliennes. Il nie que le Hamas a reçu des fonds de l'Iran et estime que les « dons de l'étranger sont encore dans la fourchette normale de 5 millions de dollars à 12 millions de dollars par mois. ». Ghazi Hamad, vice-ministre des Affaires étrangères du Hamas, a déclaré au The Daily Telegraph que les relations avec l'Iran étaient « mauvaises » et que son organisation avait « perdu beaucoup » en apportant son soutien à la « révolution syrienne ». Depuis sa prise du pouvoir en 2007, le Hamas maintient l’opacité sur les dépenses de son gouvernement. Bachar el-Assad qui patronnait le Hamas avait exigé qu'il lui apporte un soutien public, cette demande a provoqué le départ de Khaled Mechaal l'un des chefs de cette organisation qui était installé à Damas pour le Qatar. En novembre 2012 à la suite de l’Opération Pilier de défense il avait remercié l'Iran pour son soutien financier et en armes. Mahmoud al-Zahar avait dans le même temps appelé les pays du Golfe à « rivaliser avec l'Iran en nous donnant des armes et de l'argent ».

## Déclarations et prises de position
Le 23 avril 2009, dans un témoignage devant une commission du Congrès des États-Unis, la Secrétaire d'État Hillary Rodham Clinton a déclaré qu'elle estimait qu'il y avait des divisions dans le Hamas entre les dirigeants dans la bande de Gaza et ceux de Damas, ajoutant « Il ne fait aucun doute que ceux de Damas prennent leurs ordres de Téhéran ».
Le 9 septembre 2012, le président iranien Mahmoud Ahmadinejad a déclaré durant une rencontre officielle avec l'un des chefs du Hamas, Mahmoud al-Zahar, que « des puissances arrogantes et des ennemis tentent de sauver le régime sioniste ».
Le 19 novembre 2012, le secrétaire général adjoint du Jihad islamique palestinien, Ziad Nakhle, a déclaré dans une interview à la chaine de télévision du Hezbollah, Al-Manar que « les armes et munitions en possession de la résistance palestinienne sont iraniennes de la balle aux roquettes tout comme leurs unités de production ». Ses propos ont été confirmés par le Secrétaire général de cette organisation, Abdallah Challah, qui a affirmé que « les armes de la résistance dans la bande de Gaza proviennent tou[te]s de la République islamique d’Iran. ».
Le 29 novembre 2012, Javad Karimi, parlementaire iranien et ancien commandant des Gardiens de la Révolution a déclaré que « Les Brigades Qassam (la branche armée du Hamas) sont sous les ordres directs des commandants militaires en Iran » et qu'elles ne sont pas sous le commandement d'Ismaël Haniyeh ou Khaled Mechaal  les accusant de s’être  « vendus à d'autres pays » et précisant que les Brigades Qassam restent « dans [leurs] mains ».
Le 11 décembre 2012,  Mehmanparast, le porte-parole du ministère iranien des affaires étrangères, a déclaré que « les relations de l'Iran avec le Hamas et le Jihad islamique, au meilleur niveau possible » et souligné que « la République islamique d'Iran a toujours soutenu les Palestiniens au cours de leurs journées difficiles, en ajoutant, le soutien à la résistance des Palestiniens contre le régime sioniste est une priorité de la politique étrangère  de l'Iran ».